# جنون

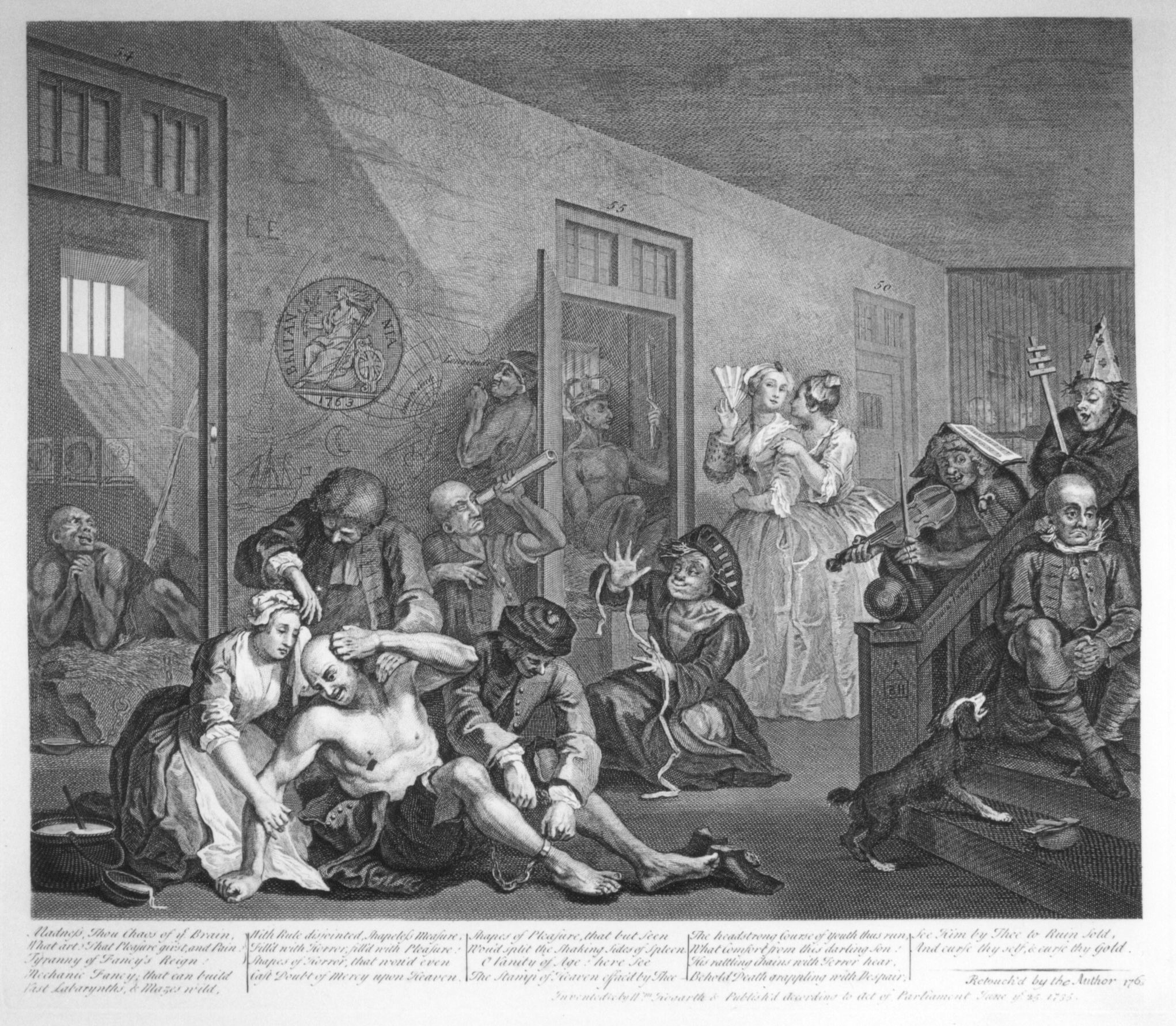
نقش للطبعة الثامنة من عمل وليام هوغارث ، A Rake's Progress تصور نزلاء مرضى في

الجنون لغةً: جُنَّ: ( فعل ) جُنِنْتُ، أُجَنُّ، (مصدر) جَنٌّ، جُنُونٌ 
- جُنَّ عَقْلُهُ: فَسَدَ، زَالَ عَقْلُهُ[2]

الجنون هو عدم القدرة على السيطرة على العقل أو هو مجموعة من السلوكيات الشاذة التي تميز أنماط من السلوك الشاذ التي يقوم بها الاشخاص بدون وعى وادراك ورغما عن ارادتهم والذي يؤدي إلى انتهاك المعايير الاجتماعية وقد يصبح هؤلاء الأشخاص يشكلون خطرا على أنفسهم أو الآخرين.
قد يكون في لحظة معينة وقد تستمر عدم القدرة على السيطرة على العقل فترة طويلة.
وعدم القدرة على السيطرة على العقل هو المفهوم الوحيد للجنون عند مناقشة الأمراض النفسية بشكل عام.

## في الفقه
الجنون في اللّغة: مصدر جنّ الرّجل بالبناء للمجهول، فهو مجنون: أي زال عقله أو فسد، أو دخلته الجنّ، وجنّ الشّيء عليه: ستره.
وأمّا في الاصطلاح فقد عرّفه الفقهاء والأصوليّون بعبارات مختلفة منها: أنّه اختلال العقل بحيث يمنع جريان الأفعال والأقوال على نهجه إلاّ نادراً.
وقيل: الجنون اختلال القوّة المميّزة بين الأشياء الحسنة والقبيحة المدركة للعواقب بأن لا تظهر آثارها، وأن تتعطّل أفعالها.
وعرّفه صاحب البحر الرّائق بأنّه: اختلال القوّة الّتي بها إدراك الكلّيّات.
والأحكام المترتبة على الجنون مذكورة باختصار في جمل الأحكام.

## في الطب
يعرف الجنون بأنه مرض عقلي يصيب الشخص فيعدمه الإدراك والتمييز.
هو اختلال في وظائف العقل منه ما خلق به المرء وهو ما نسميه (مجنون) وهذا ليس له علاج اما ما جاء نتيجة اختلال مؤقت فهذا يمكن علاجه وأكثرها تشفى.

## في القانون
الجنون: في المفهوم القانوني لامتناع المسؤولية الجزائية عن المجنون. وعلى ذلك فإن الجنون حالة عقلية تتصف بفقدان ملكة الإدراك (أو العقل أو الوعي)، وما يرافقها من اختلال وضعف في الوظائف الذهنية للدماغ، وزوال القدرة على المحاكمة وتوجيه الإرادة.
شخص لا يميز بين الخير والشر وهو خطير على المجتمع وهو ينقسم إلى نوعين:
- مجنون مطبق (أي انه مصاب بهذه العلة منذ ولادته إلى الآن) نتيجة عدم اكتمال تكوين دماغه أو جهازه العصبي.
- مجنون غير مطبق (أي ان الجنون لديه وجد حديثا أو انه يتناوب أي ياتي ويذهب) يطرأ عليه أثناء حياته نتيجة مرض أو حادث يصيب دماغه، فيختل توازنه العقلي، وتضطرب ملكاته الذهنية، ويفقد القدرة على الربط المنطقي في العمليات العقلية، فلا يفقه القول ولا يقوى على الفكر، ولا يعود قادرا على التحكم بتصرفاته الخارجية.

ومن الجنون ما يكون مطبقا، وهو الجنون الكلي الدائم. ومنه ما يكون متقطعا، وهو الجنون الذي لا يستغرق وقت المجنون كله، بل يظهر في أوقات متقطعة لساعات أو أيام، ثم يعود المجنون على أثرها واعيا مدركا، ومالكا زمام إرادته. ومنه ما يكون جزئيا، أي يصيب جزء معينا من دماغ الإنسان، فيفقده جزء من ملكاته العقلية.
ويلحق بالجنون الأمراض العقلية والعصبية التي تفقد المصاب بها الإدراك أو القدرة على توجيه الإرادة. ومن هذه الأمراض الصرع، والهستيريا، والذهان، والوسواس الجنوني، وازدواج الشخصية أو انفصام الشخصية (الشيزوفرينيا)، وتسلط الأفكار الخبيثة، واليقظة أثناء النوم... الخ.

### المسؤولية الجزائية للمجنون
والعبرة حين القول بانعدام المسؤولية الجزائية ليس بالجنون بحد ذاته، أو بالمرض الذي يصيب الإنسان في عقله أو في جهازه العصبي، وإنما العبرة في الحالة العقلية التي يكون عليها المريض أثناء ارتكاب الجريمة، بصرف النظر عما إذا كان الطب يصفها بأنها جنون أم لا يصفها كذلك. فمسؤولية الفاعل تنعدم إذا كان عند اقترافه الجريمة في حالة تتصف بفقدان الوعي أو الإرادة.
ولا بد من التأكيد هنا على أن شرط فقدان الوعي أو الإرادة لا يعني انعدامهما كليا، وإنما يعني أن يكونا على درجة كبيرة من الضعف، وأن القدر المتبقي منهما غير كاف، أو هو دون ما يتطلبه القانون للاعتداد به في تكوين الأهلية الجزائية.
أما إذا كانت الحالة المرضية لدى الفاعل قد أنقصت قوة وعيه وإرادته، وأبقت قدرا منهما يكفي لتحمل المسؤولية الجزائية الناقصة، كما هو الحال في العته، فلا يمتنع عقابه، وإنما يستفيد من تخفيف العقاب وفقا لأحكام قانون العقوبات. وتقدير ذلك كله يعود إلى قاضي الموضوع بعد الاستعانة بخبرة طبية. وإن على القاضي أن يحدد درجة الوعي والإرادة لدى الفاعل بالتعاون مع الطبيب للتفريق بين الحالة التي تنتفي فيها المسؤولية الجزائية، والحالة التي تبقي على مسؤولية جزائية ناقصة.

### حكم الجنون في قانون العقوبات
يعفى من العقاب من كان في حالة جنون:
1. من ثبت اقترافه جناية أو جنحة مقصودة عقابها الحبس وقضي بعدم مسؤوليته بسبب فقدانه العقل حجز بموجب فقرة خاصة من حكم البراءة في مأوى احترازي.
2. إذا كانت الجنحة غير مقصودة أو كان عقابها الحبس قضي بحجز الفاعل في المأوى الاحترازي إذا ثبت أنه خطر على السلامة العامة.
3. ويستمر الحجز إلى أن يثبت شفاء المجنون بقرار تصدره المحكمة التي قضت بالحجز، ويمكن أن تفرض الحرية المراقبة على المحجوز عند تسريحه».
4. يعفى الشخص الذي تقرر المحكمة أنه في حالة جنون من العقاب، وتمنع مسؤوليته الجزائية.
5. يمتد أثر الإعفاء من العقاب إلى جميع أنواع الجرائم، مهما كان وضعها جناية أو جنحة أو مخالفة، وسواء أكانت جرائم مقصودة أم غير مقصودة.
6. يستثنى من الإعفاء مرتكب الجريمة الذي وضع نفسه في حالة فقدان الوعي أو الإرادة قصدا أو خطأ. وهذه القاعدة مستمدة من القواعد العامة للمسؤولية الجزائية. فالمنوم مغناطيسيا بغية ارتكاب جريمة وهو على علم بذلك وقبول به يسأل عن جريمة مقصودة. وكذلك الأمر إذا توقع المنوم مغناطيسيا ارتكاب جريمة أثناء نومه ومع ذلك قبل بالمخاطرة، وارتكبها فعلا. كما يسأل عن جريمة غير مقصودة إذا وضع نفسه في حالة التنويم المغناطيسي بخطأ منه، كما لو توقع الشخص قيادة سيارة وهو منوم مغناطيسيا، فقبل بالمخاطرة ظنا منه أنه قادر على تجنب ارتكاب جريمة دهس، وقاد سيارته فعلا، ودهس أحد المارة.
7. إذ ما ثبتت حالة الجنون عند من ارتكب جناية أو جنحة فيفرض بحقه تدبير احترازي.